# Shahram Amiri
Shahram Amiri (Kermanshah, 8 novembre 1978 – 3 agosto 2016) è stato un fisico nucleare iraniano, ucciso per impiccagione dalle autorità iraniane.

## Biografia
Scomparve misteriosamente nel 2009 mentre si trovava in Arabia Saudita, per poi ricomparire a Tucson (Stati Uniti) con un video rilanciato dalla iraniana Press TV il 6 giugno 2010, dove Amiri affermava di essere stato rapito dalla CIA. Il giorno dopo pubblica un secondo video dove dice di essere arrivato volontariamente negli USA, ma di sentire la mancanza del figlio. Amiri dovrebbe essere entrato in contatto con la CIA per rivelare informazioni da lui detenute riguardo al programma nucleare iraniano (al centro di difficili trattative). Avendo però lasciato la sua famiglia in Iran, temeva ripercussioni. 

Tornato in patria attraverso il sostegno dell'ambasciata pakistana (che si occupava anche di rappresentare il governo iraniano), inizialmente viene accolto e fotografato insieme alla moglie e al figlio, con i media iraniani che celebravano "il ritorno in patria dello scienziato nucleare rapito dalla CIA".
Pochi giorni dopo viene arrestato e impiccato per tradimento.
Dalle informazioni del New York Times, Amiri non era in realtà in possesso di informazioni veramente esclusive, in quanto non era così vicino al ben più conosciuto Mohsen Fakhrizadeh. Sempre il NYT descrive Amiri come "una spia improbabile, un po' imbranata e nervosa", e ipotizza che Amiri abbia collaborato con gli americani quando ancora era in Iran.
Il padre di Shahram muore 3 anni dopo, ufficialmente per suicidio.